# Aéroport de Birmingham (Angleterre)
Pour les articles homonymes, voir Aéroport international de Birmingham.
L'aéroport de Birmingham (en anglais : Birmingham Airport) (anciennement : aéroport international de Birmingham) (code IATA : BHX • code OACI : EGBB) est un aéroport situé à 10,2 km au sud-est de Birmingham, dans le borough de Solihull dans les Midlands de l'Ouest. C'est le septième aéroport britannique après Londres Heathrow, Londres Gatwick, Manchester, Londres Stansted, Édimbourg et Londres Luton. 
En 2014, le trafic passager était de 9 648 000 passagers, soit une hausse de 5,94 % par rapport à 2013. L'aéroport accueille des vols intérieurs, européens, vers l'Inde, le Moyen-Orient et l'Amérique du Nord.
Il est à proximité de l'autoroute M42 et de la route A45. Il est aussi connecté à la ligne Birmingham - Londres par la gare de Birmingham International.

## Statistiques
Pour des raisons techniques, il est temporairement impossible d'afficher le graphique qui aurait dû être présenté ici.

Voir la requête brute et les sources sur Wikidata.

## Situation

### Carte des aéroports commerciaux d'Angleterre
| Birmingham Bournemouth Bristol Doncaster · Sheffield Durham · Tees Valley East Midlands Exeter Humberside Land's · End Leeds-Bradford Liverpool L.-City L.-Gatwick L.-Heathrow L.-Luton L.-Southend L.-Stansted Lydd Manchester Newcastle · Upon Tyne Newquay · Cornouailles Norwich Southampton St Mary des Sorlingues Carlisle Lake |

## Compagnies et destinations
| Compagnies                    | Destinations |
| ----------------------------- | --- |
| Aegean Airlines               | Athènes E.-Venizélos |
| Aer Lingus                    | Belfast-G. Best, Dublin |
| Air France                    | Paris-Charles de Gaulle |
| Air India                     | Amritsar-Guru-Ram-Das, Delhi-Indira Gandhi |
| Aurigny                       | Guernesey |
| Austrian Airlines             | Vienne-Schwechat |
| BH Air                        | En saison: Bourgas |
| Blue Islands                  | Jersey |
| Brussels Airlines             | Bruxelles-National |
| Corendon Airlines             | En saison : Antalya, Dalaman |
| easyJet                       | - Amsterdam, - Belfast, - Édimbourg, - Genève-Cointrin, - Glasgow, - Lisbonne-H. Delgado, - Lyon-Saint-Exupéry, - Milan-Malpensa, - Paris-Charles de Gaulle En saison : - Alicante-Elche, - Antalya, - Barcelone-El Prat, - Berlin-Brandebourg, - Charm el-Cheikh, - Corfou-I. Kapodístrias, - Dalaman, - Enfidha-Hammamet, - Faro, - Héraklion-N. Kazantzákis, - Jersey, - Kos, - Larnaca, - Malaga-Costa del Sol, - Nantes-Atlantique, - Naples-Capodichino, - Palma de Majorque, - Rhodes-Diagoras, - Ténériffe-Sud Reine Sofia |
| Emirates                      | Dubaï |
| Eurowings                     | Düsseldorf, Prague-Václav-Havel |
| Jet2.com                      | - Alicante-Elche, - Antalya, - Barcelone-El Prat, - Budapest-Ferenc Liszt, - Cracovie-Jean-Paul II, - Faro, - Fuerteventura, - Lanzarote-Arrecife, - Las Palmas/Gran Canaria, - Madère-C. Ronaldo, - Malaga-Costa del Sol, - Palma de Majorque, - Paphos, - Prague-Václav-Havel - Rome Léonard-de-Vinci/Fiumicino, - Ténériffe-Sud Reine Sofia En saison : - Almeria, - Athènes E.-Venizélos, - Bergen, - Bergerac-Dordogne-Périgord, - Bodrum-Milas, - Bourgas, - Catane-Fontanarossa, - Chambéry, - Cologne/Bonn-K. Adenauer, - Corfou-I. Kapodístrias, - Dalaman, - Dubrovnik, - Genève-Cointrin - Gérone-Costa Brava, - Grenoble-Alpes-Isère, - Héraklion-N. Kazantzákis, - Ibiza, - Innsbruck-Kranebitten, - Izmir-A. Menderes, - Kalamata, - Céphalonie, - Kos, - La Canée I.-Daskaloyánnis, - Larnaca, - Malte, - Minorque-Mahón, - Naples-Capodichino, - Nice-Côte d'Azur, - Olbia-Costa Smeralda, - Pise-Galileo Galilei, - Prévéza-Aktion, - Reus, - Reykjavik-Keflavík, - Rhodes-Diagoras, - Salzbourg-W. A. Mozart, - Santorin, - Skiathos-A. Papadiamándis, - Split, - Thessalonique-Makedonía, - Turin S.-Pertini (Caselle), - Venise - Marco Polo, - Vérone - Villafranca, - Vienne-Schwechat, - Zante D.-Solomós |
| KLM                           | Amsterdam |
| Loganair                      | Aberdeen-Dyce, Inverness, Ronaldsway-Île de Man |
| Lufthansa                     | Francfort, Munich-F. J. Strauß |
| Qatar Airways                 | Doha-Hamad |
| Ryanair                       | - Alicante-Elche, - Barcelone-El Prat, - Bergame-Orio al Serio, - Billund, - Bucarest-H. Coandă, - Bydgoszcz, - Cork, - Cracovie-Jean-Paul II, - Derry, - Dublin, - Faro, - Fuerteventura, - Gdańsk-L. Wałęsa, - Knock-Irlande Ouest, - Lanzarote-Arrecife, - Las Palmas/Gran Canaria, - Lisbonne-H. Delgado, - Madrid-Barajas, - Malaga-Costa del Sol, - Malte, - Pise-Galileo Galilei, - Porto-F. Sá-Carneiro, - Poznań (Posnanie)-H. Wieniawski, - Santander-S. Ballesteros, - Séville-San Pablo, - Shannon, - Sofia-Vrajdebna, - Stockholm-Arlanda, - Ténériffe-Sud Reine Sofia, - Toulouse-Blagnac, - Valence, - Varsovie-Modlin (Mazovie), - Venise - Marco Polo, - Vérone - Villafranca En saison : - Corfou-I. Kapodístrias, - Gérone-Costa Brava, - Grenoble-Alpes-Isère, - Ibiza, - Palma de Majorque, - Perpignan, - Reus, - Rhodes-Diagoras, - Turin S.-Pertini (Caselle), - Zadar |
| Saudia                        | Djeddah - Roi-Abdelaziz |
| Scandinavian Airlines System  | Copenhague-Kastrup |
| SunExpress                    | Antalya En saison: Dalaman, Izmir-A. Menderes |
| Swiss International Air Lines | Zurich |
| TUI Airways                   | - Agadir-Al Massira, - Cancún, - Charm el-Cheikh, - Enfidha-Hammamet, - Fuerteventura, - Hurghada, - Lanzarote-Arrecife, - Las Palmas/Gran Canaria, - Madère-C. Ronaldo, - Malaga-Costa del Sol, - Marrakech-Ménara, - Montego Bay-Donald Sangster, - Rabil, - Sal-A. Cabral, - Ténériffe-Sud Reine Sofia En saison : - Alicante-Elche, - Almeria, - Antalya, - Bridgetown-Grantley-Adams, - Bodrum-Milas, - Bourgas, - Chambéry, - Corfou-I. Kapodístrias, - Dalaman, - Dubrovnik, - Faro, - Gérone-Costa Brava, - Héraklion-N. Kazantzákis, - Ibiza, - Innsbruck-Kranebitten, - Izmir-A. Menderes, - Kavala-Alexandre le Grand, - Céphalonie, - Kittilä, - Kos, - Kuusamo, - La Canée I.-Daskaloyánnis, - Larnaca, - Orlando-Melbourne, - Minorque-Mahón, - Naples-Capodichino, - Palma de Majorque, - Paphos, - Pula, - Punta Cana, - Reus, - Rhodes-Diagoras, - Rovaniemi, - Salzbourg-W. A. Mozart, - Santorin, - Skiathos-A. Papadiamándis, - Sofia-Vrajdebna, - Thessalonique-Makedonía, - Toulouse-Blagnac, - Turin S.-Pertini (Caselle), - Vérone - Villafranca, - Zante D.-Solomós En saison charter: Singapour-Changi                                                                                                 |
| Turkish Airlines              | Istanbul |
| Vueling                       | Barcelone-El Prat, Paris-Orly |
| Wizz Air                      | - Bucarest-H. Coandă, - Budapest-Ferenc Liszt, - Cluj-Napoca, - Cracovie-Jean-Paul II, - Craiova, - Tirana-Mère-Teresa, - Varsovie-Chopin, - Wrocław-N. Copernic |

Actualisé le 16/08/2021  Actualisé le 31/03/2023